# Nučice (district de Prague-Est)
Pour les articles homonymes, voir Nučice.
Nučice (en allemand : Nutschitz) est une commune du district de Prague-Est, dans la région de Bohême-Centrale, en République tchèque. Sa population s'élevait à 383 habitants en 2020.

## Géographie
Nučice se trouve à 4,5 km au sud-est de Kostelec nad Černými lesy, à 9,5 km au nord de Sázava et à 36 km à l'est-sud-est de Prague.
La commune est limitée par Prusice au nord, par Oleška à l'est, par Barchovice au sud-est, par Výžerky au sud et par Konojedy à l'ouest.

## Histoire
La première mention écrite de la localité date de 1422.

## Transports
Par la route, Nučice se trouve à 6 km de Kostelec nad Černými lesy, à 13 km de Sázava et à 46 km du centre de Prague.